# L'Étendard
L'Étendard was een Franse binnenlandse sneltrein voor de verbinding Parijs - Hendaye/Irun aan de Frans-Spaanse grens. L'Étendard ("de standaard") was de "vlagtrein" van de SNCF.

## Geschiedenis
Op 29 september 1968 introduceerde de SNCF de rapide L'Étendard als aanvulling op de bestaande treinen tussen Parijs en Bordeaux, onder de treinnummers 15 en 16. De dienstregeling was gebaseerd op de wensen van het bedrijfsleven. De rapide vertrok om 7:50 uur uit Parijs en kwam om 12:15 uur aan in Bordeaux. Na afloop van het werk in Bordeaux kon de zakenman om 17:00 uur terug naar Parijs waar de trein om 21:30 uur aan kwam. De Étendard was tot de introductie van de Aquitaine, de vlagtrein, d.w.z. de snelste trein in Frankrijk. Op 23 mei 1971 werd de TEE Aquitaine in het TEE-net opgenomen als "spiegeltrein" van de rapide L'Étendard, de Aquitaine startte 's morgens in Bordeaux en keerde 's avonds terug uit Parijs.

## Trans Europ Express
De Étendard werd op 26 september 1971, toen er voldoende TEE-rijtuigen beschikbaar waren, zelf in het TEE-net opgenomen, met de treinnummers TEE 4 en TEE 5. De zakelijke voorgeschiedenis was in de dienstregeling terug te zien, TEE 4 reed niet op zaterdag en TEE 5 niet op zondag. De neergang volgde vanaf 1982 toen reizigers meer en meer gebruik gingen maken van andere sneltreinen op hetzelfde traject. In 1984 is de exploitatie als TEE gestaakt.

### Rollend materieel
De treindienst werd verzorgd door getrokken treinen bestaande uit TEE Grand comfort rijtuigen van de SNCF en lokomotieven van de serie 6500. De trein bestond uit 12 rijtuigen met een totaal gewicht van 600 ton. Door dit gewicht moesten de locomotieven worden aangepast om, na een tussenstop, toch snel genoeg de gewenste snelheid van 200 km/u te kunnen halen.

### Route en dienstregeling
In 1971 reed de TEE, net als de rapide, tussen Parijs en Bordeaux. Op 3 juni 1973 werd de route verlengd tot in Spanje. Hierbij verviel de stop in St. Pierre de Corps en werd in Poitiers alleen nog gestopt in zuidelijke richting. De trein eindigde in Irun, maar voor de terugweg startte de trein aan de Franse kant van de grens in Hendaye.
| TEE 5 | land      | station            | km  | TEE 4 |
| ----- | --------- | ------------------ | --- | ----- |
| 07:50 | Frankrijk | Parijs Austerlitz  | 0   | 23:30 |
| ↓     | Frankrijk | St Pierre de Corps |     | ↑     |
| 10:00 | Frankrijk | Poitiers           | 332 | ↑     |
| 10:49 | Frankrijk | Angoulême          | 445 | 20:32 |
| 11:55 | Frankrijk | Bordeaux           | 581 | 19:27 |
|       | Frankrijk | Dax                |     |       |
|       | Frankrijk | Bayonne            |     |       |
|       | Frankrijk | Biarritz           |     |       |
|       | Frankrijk | St. Jean de Luz    |     |       |
| 14:11 | Frankrijk | Hendaye            | 812 | 17:10 |
| 14:17 | Spanje    | Irun               | 816 | ↑     |

Vanaf 26 september 1974 werd weer in beide richtingen in Poitiers gestopt, een jaar later werd het traject ten zuiden van Bordeaux geschrapt en van Bordeaux richting Parijs werd, net als de Aquitaine uit Parijs, zonder tussenstops gereden. In de zomer van 1978 reed TEE 4 alleen op zondag en TEE 5 alleen op maandag. Vanaf 23 mei 1982 werd door de trein richting Parijs weer gestopt in Angoulême, Poitiers en St. Pierre de Corps. In juli en augustus 1982 reed de trein helemaal niet.